# Forlystelsesskat
Forlystelsesskat, også kaldt forlystelsesafgift, var en dansk skat fra 1911 til 1964, hvor offentlige forlystelser i lovens forstand, blandt andre biografer, cirkus, teatre og varietéer, betalte afgift til staten af entréindtægten. Skatten var en ret betydelig indtægtskilde for staten, hvor biografer var pålagt den højeste afgift, fra 1920 til 1946 på 20 procent, og fra 1946 til 1964 på 60 procent. Afgiften for teatre bortfaldt i 1950 og forlystelsesskatten afskaffedes helt i 1964.